# Hof van Arbitrage voor Sport
Het Hof van Arbitrage voor Sport (Engels: Court of Arbitration for Sport (CAS), Frans: Tribunal arbitral du sport (TAS)) is een onafhankelijk tribunaal voor het beslechten van geschillen op het gebied van sport.
Het hof is in 1984 opgericht op initiatief van het IOC, en heeft zijn zetel in Lausanne. Er zijn extra locaties in New York en in Sydney. Tijdens Olympische Spelen en tijdens Gemenebestspelen zijn er zo nodig ad-hoclocaties in het gastland.
De Senegalees Kéba Mbaye was (tot zijn dood in 2007) voorzitter. Sinds 2011 is de Australiër John D. Coates voorzitter. Het hof telt ongeveer 150 arbiters uit 55 landen.
Er waren in 2019 zes Nederlandse arbiters bij het CAS werkzaam (Mr André Brantjes (1960), Mr Frans De Weger (1978), Mr Otto L.O. De Witt Wijnen (1935), Mr Hendrik Willem Kesler (1949), Mr Manfred Peter Nan (1960) en Mr Christian Visser (1978)).
Aanvankelijk waren er veel banden tussen het hof en het IOC, zodat de onpartijdigheid van het hof soms ter discussie stond. Naar aanleiding van een rechterlijke uitspraak in Zwitserland in 1994 is hier verandering in gebracht.
In recente uitspraken gaat het vaak om gevallen van doping en om transfersommen in het betaald voetbal.